# 罗伯特·博德利
罗伯特·博德利（英語：Robert Bodley，1878年7月31日—1956年11月6日），南非男子射击运动员。他曾代表南非参加1912年和1920年夏季奥林匹克运动会射击比赛，其中1920年奥运会获得一枚银牌。